# Saucy Dog
Saucy Dog（サウシードッグ）は、日本のスリーピースロックバンド。所属事務所はMASH A&R。レコード会社はA-Sketch。略称は「サウシー」。

## メンバー
特記を除き、公式サイトの「BIOGRAPHY」に準拠。
| 名前                          | パート              | 生年月日 | 出身地 |
| ----------------------------- | ------------------- | -------- | ------ |
| 石原 慎也 （いしはら しんや） | ボーカル / ギター   | 3月3日   | 島根県 |
| 秋澤 和貴 （あきざわ かずき） | ベース              | 12月18日 | 高知県 |
| せと ゆいか                   | ドラムス / コーラス | 1月22日  | 奈良県 |

## 略歴
2013年11月16日、バンド結成。2015年12月26日に前メンバーが脱退し、石原のみの活動になる。
弁天町の5帖半ぐらいのアパートに住む。
2016年4月3日、秋澤和貴が加入し、自主企画で初ライブを開催。Saucy Dog再始動。8月2日、自主制作最後の音源1stEP『あしあと』を会場限定で発売開始。同日にサポートドラマーだった、せとゆいかが正式加入。12月4日、MASH FIGT vol.5　グランプリ受賞。
2017年5月24日、初の全国流通作品となる1stミニアルバム『カントリーロード』を発売。9月、「カントリーロード　RELEASE TOUR FINAL SERIES 『ずっと～東名阪対バンツアー』」を開催。江坂MUSE、名古屋UPSET、渋谷TSUTAYA O-Crestにて開催。
2018年3月7日、配信シングル『真昼の月』をリリース。発売初日iTunesロックランキング8位にランクイン。5月、FM802ヘビーローテーション。6月、初のワンマンツアー「one-one tour2018」を開催。9月14日に7月11日の渋谷WWW公演から「ロケット」と「世界の果て」のライブ音源が配信限定でリリースされた。
2019年4月13日に大阪城音楽堂、30日に日比谷野外音楽堂にてワンマンライブ「YAON de WAOOON」を開催。12月18日、初の映像作品『『YAON de WAOOON』2019．4.30 日比谷野外音楽堂』を発売。
2020年9月22日、「Saucy Dog one-man tour 2020 "We will take you"」がスタート。
2021年2月5日、初の日本武道館公演となるSaucy Dog one-man live 「send for you」を開催。ツアー中の10月20日、せとゆいかが新型コロナウイルスに感染したことが発表され、10月22日に予定されたZepp Nagoya公演と23日に予定されたZepp Osaka Bayside公演が開催見合わせとなった。その後、11月28日に愛知、29日に大阪で振替公演が開催された。
2022年11月16日、『第73回NHK紅白歌合戦』への初出場が発表された。12月22日、曲目が「シンデレラボーイ」であることが発表された。
2023年3月21日から松江駅の発車メロディーの一部（特急列車及び朝夕の普通列車）としてSaucy Dogの楽曲「優しさに溢れた世界で」が採用されることになった（2024年3月までの期間限定）。同年11月18日から2024年3月31日まで全国アリーナツアー「It Re:ARENA TOUR」を9カ所で15公演開催し、自身最大規模となる約13万人を動員した。
2024年10月2日から2025年2月20日まで、対バンイベント「5ヶ月連続対バン企画 “こいこい”」を全国5カ所で開催。
2025年4月9日から8月3日まで、全国ホールツアー「Saucy Dog HALL TOUR 2025 ONE FOR hALL, hALL FOR ONE one TOUR」を全国11カ所で22公演開催。
2026年1月4日、自身初となるドームでの単独公演「Saucy Dog DOME LIVE 2026」を京セラドーム大阪で開催予定。

## ディスコグラフィ

### シングル
|     | 発売日       | タイトル | 規格 | 規格品番 | 収録曲                                                    | 初収録アルバム   |
| --- | ------------ | -------- | ---- | -------- | --------------------------------------------------------- | ---------------- |
| 1st | 2016年8月2日 | あしあと | CD   | SDCD-003 | 1. ジオラマ 2. 呼吸 3. マザーロード 4. いつか 5. グッバイ | カントリーロード |

### デジタルシングル
|     | 配信日        | タイトル                                      | 規格                   | 初収録作品   |
| --- | ------------- | --------------------------------------------- | ---------------------- | ------------ |
| 1st | 2018年3月7日  | 真昼の月                                      | デジタル・ダウンロード | サラダデイズ |
| 2nd | 2018年9月14日 | “one-one tour 2018” Live at Shibuya WWW 07.11 | デジタル・ダウンロード | -            |

|      | 配信日         | タイトル             | 規格                   | 初収録作品       |
| ---- | -------------- | -------------------- | ---------------------- | ---------------- |
| 1st  | 2019年4月5日   | ゴーストバスター     | デジタル・ダウンロード | ブルーピリオド   |
| 2nd  | 2019年6月19日  | 雀ノ欠伸             | デジタル・ダウンロード | ブルーピリオド   |
| 3rd  | 2019年9月4日   | スタンド・バイ・ミー | デジタル・ダウンロード | ブルーピリオド   |
| 4th  | 2020年3月13日  | 結                   | デジタル・ダウンロード | テイクミー       |
| 5th  | 2020年6月12日  | BLUE                 | デジタル・ダウンロード | テイクミー       |
| 6th  | 2020年7月15日  | シーグラス           | デジタル・ダウンロード | テイクミー       |
| 7th  | 2021年1月27日  | sugar                | デジタル・ダウンロード | レイジーサンデー |
| 8th  | 2021年6月2日   | 週末グルーミー       | デジタル・ダウンロード | レイジーサンデー |
| 9th  | 2021年7月28日  | 君がいない           | デジタル・ダウンロード | レイジーサンデー |
| 10th | 2021年12月17日 | あぁ、もう。         | デジタル・ダウンロード | サニーボトル     |
| 11th | 2022年1月26日  | ノンフィクション     | デジタル・ダウンロード | サニーボトル     |
| 12th | 2022年3月25日  | 魔法にかけられて     | デジタル・ダウンロード | サニーボトル     |
| 13th | 2022年6月1日   | 優しさに溢れた世界で | デジタル・ダウンロード | サニーボトル     |
| 14th | 2022年10月4日  | 紫苑                 | デジタル・ダウンロード | バットリアリー   |
| 15th | 2022年12月9日  | 現在を生きるのだ。   | デジタル・ダウンロード | バットリアリー   |
| 16th | 2023年2月1日   | 怪物たちよ           | デジタル・ダウンロード | バットリアリー   |
| 17th | 2023年6月28日  | 魔法が解けたら       | デジタル・ダウンロード | バットリアリー   |
| 18th | 2024年2月28日  | この長い旅の中で     | デジタル・ダウンロード | ニューゲート     |
| 19th | 2024年4月5日   | poi                  | デジタル・ダウンロード | ニューゲート     |
| 20th | 2024年8月2日   | 馬鹿みたい。         | デジタル・ダウンロード | ニューゲート     |

### ミニアルバム
|     | 発売日        | タイトル         | 規格 | 規格品番    | オリコン |
| --- | ------------- | ---------------- | ---- | ----------- | -------- |
| 1st | 2017年5月24日 | カントリーロード | CD   | MASHAR-1004 | 61位     |
| 2nd | 2018年5月23日 | サラダデイズ     | CD   | MASHAR-1006 | 21位     |

|          | 発売日         | タイトル         | 規格 | 規格品番   | オリコン |
| -------- | -------------- | ---------------- | ---- | ---------- | -------- |
| 1st      | 2019年10月2日  | ブルーピリオド   | CD   | AZCS-1085  | 18位     |
| 2nd      | 2020年9月2日   | テイクミー       | CD   | AZCS-1093  | 11位     |
| 3rd      | 2021年8月25日  | レイジーサンデー | CD   | AZCS-1101  | 13位     |
| 4th      | 2022年7月6日   | サニーボトル     | CD   | AZCS-1108  | 9位      |
| 5th      | 2023年7月19日  | バットリアリー   | CD   | AZCS-1118  | 15位     |
| Bonus ep | 2023年12月8日  | はしやすめ       | 配信 | (配信限定) |          |
| 6th      | 2024年12月18日 | ニューゲート     | CD   | AZCS-1131  | 17位     |

### 映像作品
| 発売日        | タイトル                                             | 規格品番  | 規格品番  | 備考   |
| 発売日        | タイトル                                             | BD        | DVD       | 備考   |
| ------------- | ---------------------------------------------------- | --------- | --------- | ------ |
| 2024年10月2日 | Saucy Dog「It Re:ARENA TOUR」2024.3.31 Kアリーナ横浜 | AZXS-1054 | AZBS-1084 | [ 32 ] |

### 参加作品
| 発売日         | タイトル                                      | 収録曲                            | 備考                                                     |
| -------------- | --------------------------------------------- | --------------------------------- | -------------------------------------------------------- |
| 2020年11月4日  | 當山みれい『still』                           | わけあって                        | 作詞・作曲：石原慎也                                     |
| 2023年3月15日  | 東京スカパラダイスオーケストラ『JUNK or GEM』 | 紋白蝶 feat. 石原慎也 (Saucy Dog) | 石原がゲスト・ボーカルと チューバで参加。                |
| 2022年3月23日  | 私立恵比寿中学『私立恵比寿中学』              | ハッピーエンドとそれから          | 作詞・作曲：石原慎也                                     |
| 2023年11月29日 | OFF THE WALL -ELLEGARDEN TRIBUTE-             | 虹                                | ELLEGARDENトリビュートアルバム。Saucy Dogとして参加。    |
| 2025年4月23日  | EIKO『Count on me』                           | Count on me                       | 作詞・作曲：石原慎也、映画『パリピ孔明 THE MOVIE』劇中歌 |

## タイアップ一覧
| 使用年 | 曲名                 | タイアップ先                                                                                |
| ------ | -------------------- | ------------------------------------------------------------------------------------------- |
| 2017年 | グッバイ             | 映画『ママは日本へ嫁に行っちゃダメと言うけれど』日本台湾版エンディングテーマ                |
| 2018年 | いつか               | ABEMA『ABEMA Prime』3月エンディングテーマ                                                   |
| 2020年 | 世界の果て           | SCRAP リアル脱出ゲーム「閉ざされた雪山からの脱出」イベントテーマソング                      |
| 2020年 | 猫の背               | 島根県"しまね移住プロジェクト"SPECIAL MOVIE「拝啓、1ヶ月前の私へ。」エンディングテーマ      |
| 2021年 | 君がいない           | 岩手めんこいテレビ『BEATNIKS』9月度エンディングテーマ                                       |
| 2021年 | あぁ、もう。         | 森永製菓「DARS」コラボ楽曲                                                                  |
| 2022年 | あぁ、もう。         | テレビ朝日・TELASAスペシャルドラマ『デキないふたり』主題歌                                  |
| 2022年 | ノンフィクション     | WOWOWオリジナルドラマ『神木隆之介の撮休』主題歌                                             |
| 2022年 | 魔法にかけられて     | Abemaオリジナル恋愛番組『恋する♡週末ホームステイ 2022春』主題歌                             |
| 2022年 | 煙                   | ABCマート「VANS MARVERICK」WEB CMソング                                                     |
| 2022年 | 君ト餃子             | サントリービール「ザ・プレミアム・モルツ 〈香る〉エール」ショートドラマ『上京エール』主題歌 |
| 2022年 | 優しさに溢れた世界で | フジテレビ系『めざましどようび』テーマソング                                                |
| 2022年 | Be yourself          | 山陰放送『テレポート山陰』エンディングテーマ                                                |
| 2022年 | 404.NOT FOR ME       | VANS × Saucy Dog「VANS カラーズ コレクション」夏キャンペーンソング                          |
| 2022年 | 紫苑                 | 東映配給アニメ映画『君を愛したひとりの僕へ』主題歌                                          |
| 2022年 | サマーデイドリーム   | 東映配給アニメ映画『君を愛したひとりの僕へ』挿入歌                                          |
| 2022年 | スタンド・バイ・ミー | 花王「バブ・めぐりズム」受験生応援動画使用曲                                                |
| 2022年 | 現在を生きるのだ。   | 日本テレビ他民放43社共同制作『第101回全国高等学校サッカー選手権大会』応援歌                 |
| 2023年 | 怪物たちよ           | ショウゲート配給映画『スクロール』主題歌                                                    |
| 2023年 | 夢みるスーパーマン   | 中京テレビ 連続ドラマ『スーパーのカゴの中身が気になる私』主題歌                             |
| 2024年 | この長い旅の中で     | ギャガ配給映画『52ヘルツのクジラたち』主題歌                                                |
| 2024年 | poi                  | NHKテレビアニメ『烏は主を選ばない』オープニングテーマ                                       |
| 2024年 | 馬鹿みたい。         | ABEMAオリジナル恋愛リアリティショー『キミとオオカミくんには騙されない』主題歌               |
| 2024年 | くせげ               | ABCテレビ・テレビ朝日系 ドラマ『マイダイアリー』主題歌                                      |
| 2024年 | よくできました       | TBS系『王様のブランチ』テーマソング                                                         |
| 2025年 | スパイス             | 東宝配給アニメ映画『クレヨンしんちゃん 超華麗！灼熱のカスカベダンサーズ』主題歌             |
| 2025年 | 奇跡を待ってたって   | アスミック・エース配給映画『恋に至る病』主題歌                                              |

## ヘビーローテーション/パワープレイ

### テレビ
| 放送年 | 曲名     | ヘビーローテーション/パワープレイ        |
| ------ | -------- | ---------------------------------------- |
| 2018年 | 真昼の月 | スペースシャワーTV2018年5月度POWER PUSH! |

## 出演

### NHK紅白歌合戦出場歴
- 第73回NHK紅白歌合戦、2022年12月31日（19:20-23:45）

### ラジオ
- MUSIC FREAKS（FM802、2019年10月 - 2020年9月、隔週日曜日 22:00 - 24:00） - レギュラー出演は石原のみ。
- SCHOOL OF LOCK!「Saucy LOCKS!」（TOKYO FM・JFN、2023年4月5日 - 、毎週水曜23:08 - 23:25）